# Будераж (Дубенский район)
Будераж (укр. Будераж) — село в Повчанской сельской общине Дубенского района Ровненской области Украины.
Население по переписи 2001 года составляло 255 человек. Почтовый индекс — 35644. Телефонный код — 3656. Код КОАТУУ — 5621685403.